# Moto Guzzi Trialce
Moto Guzzi Trialce was de naam voor militaire driewielers van Moto Guzzi in de jaren veertig. De naam werd zowel voor een triporteur als voor een zijspancombinatie gebruikt.

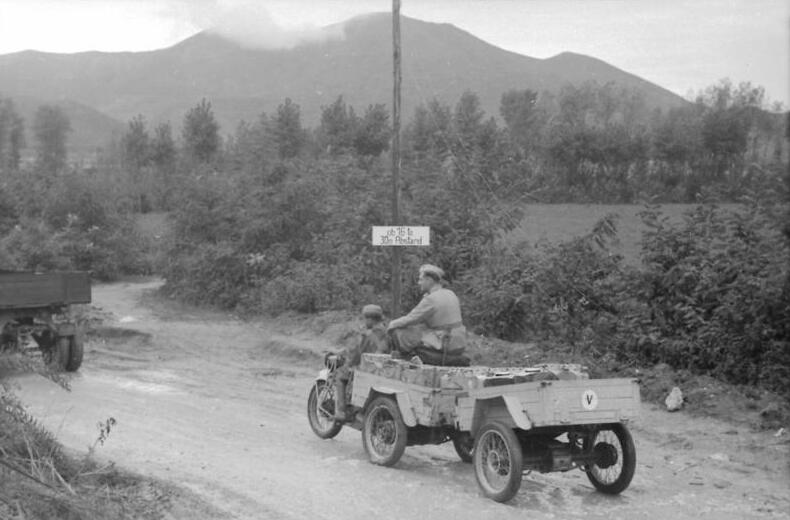
Brandstoftransport met een Trialce in 1943. Dit zijn waarschijnlijk luchtlandingstroepen; de "aanhangwagen" is het achterdeel van de deelbare Trialce die door parachutisten werd gebruikt.

## Voorgeschiedenis
Al vanaf ca. 1928 leverde Moto Guzzi motorfietsen aan het Italiaanse leger. In de jaren dertig werd de vraag naar militaire modellen steeds groter. In sommige gevallen leverde men licht aangepaste exemplaren van "burger" motorfietsen, maar vanaf 1932 ging men specifieke militaire modellen maken, zoals de GT 17 en de GT 20. In 1939 verscheen de laatste versie, de Alce. Daarvan werden er 6.390 aan het leger van Benito Mussolini en zijn paramilitaire organistaties (de Milizia Volontaria per la Sicurezza Nazionale). De Alce had een tamelijk ouderwetse kop/zijklepmotor, die Moto Guzzi eigenlijk al afgezworen had, maar waarvoor de militairen een grote voorkeur hadden. De compressieverhouding was met 4,7:1 laag, maar dat was nodig omdat zeker in oorlogstijd de kwaliteit van de benzine niet gegarandeerd kon worden.

## Trialce zijspancombinaties
Van de 6.390 Alces werden er 669 met een zijspan geleverd. Een normaal zijspan was aan de linkerkant gemonteerd. De gearing was aangepast aan het zijspangebruik: de tandwielverhouding was 14/48. Het zijspanwiel had zijn eigen afgeveerde swingarm. Er was een reservewiel gemonteerd. De zijspancombinatie kon hellingen tot 53% beklimmen, zelfs volgeladen met een totaalgewicht van 416 kg. In 1942 en 1943 werd gewerkt aan een prototype van een zijspancombinatie die geïnspireerd was door de Duitse Wehrmachtsgespanne Zündapp KS 750 en BMW R 75. Bij die machine zat een veel zwaarder, aangedreven zijspan aan de rechterkant van de motorfiets. De aandrijving gebeurde door een kopklepmotor met vier versnellingen uit de Moto Guzzi V-serie, waarschijnlijk de 18,9 pk-versie, nog steeds vanwege de lage compressieverhouding. De aandrijving van de combinatie gebeurde met drie kettingen, via een reductie in de eindaandrijving. De zijspanaandrijving was uitschakelbaar en door het ontbreken van een differentieel niet te gebruiken op verharde wegen. Tot productie kwam het niet meer omdat de oorlogssituatie voor de Italianen begon te verslechteren.

## Trialce triporteurs
De triporteur op basis van de Alce heette eigenlijk "Motocarro Leggere Trialce". Het was dan ook een veel lichtere machine dan de "burger" triporteurs ER en Typo U. De basis lag waarschijnlijk bij de Moto Guzzi Mototriciclo 32, die al in de jaren dertig als militaire triporteur was gebouwd. De Trialce was zelfs zó licht, dat hij leverbaar was in een deelbare versie, die met een parachute in twee delen kon worden afgeworpen. Daarom was deze versie ook voorzien van een middenbok, om het voorste deel op die bok en het voorwiel te laten rusten als het achterdeel nog gemonteerd moest worden. Ook de uitlaat was veel korter, omdat die normaal onder het achterdeel door stak. De voorkant was, inclusief de motor, van de Moto Guzzi Alce overgenomen. Het laadvermogen lag waarschijnlijk onder de 400 kg.